# Хуткув
Хуткув (пол. Hutków) — деревня в Замойском повете Люблинского воеводства Польши. Входит в состав гмины Краснобруд. Находится примерно в 17 км к югу от центра города Замосць. По данным переписи 2011 года, в деревне проживало 419 человек.
В 1975—1998 годах деревня входила в состав Замойского воеводства.

## Население
Демографическая структура по состоянию на 31 марта 2011 года:
|         | Всего | До трудоспособного возраста | Трудоспособного возраста | Старше трудоспособного возраста |
| ------- | ----- | --------------------------- | ------------------------ | ------------------------------- |
| Мужчины | 206   | 42                          | 142                      | 22                              |
| Женщины | 213   | 52                          | 93                       | 68                              |
| Всего   | 419   | 94                          | 235                      | 90                              |